# Cyaneolytta ugandensis
Cyaneolytta ugandensis es una especie de coleóptero de la familia Meloidae.

## Distribución geográfica
Habita en Uganda.